# Percona
Percona è una società di software e servizi, specializzata nei database MySQL. È stata fondata nel 2006 da Peter Zaitsev e Vadim Tkachenko,.
Percona è anche importante per i fork che sviluppa e mantiene: Percona Server è un fork di MySQL e XtraDB è un fork dello storage engine InnoDB. Questi non hanno una base d'utenza paragonabile a quella dei software da cui derivano, ma le funzionalità e le correzioni che introducono sono spesso importate in MySQL o nel fork MariaDB. Inoltre Percona Server è presente nei repository di molte distribuzioni GNU/Linux.
Percona fornisce supporto, consulenza, formazione, amministrazione in remoto di MySQL, a diverse società come Cisco Systems, Alcatel-Lucent, Groupon e la BBC.
Percona organizza anche la MySQL Conference, ogni anno, a Santa Clara (California).

## Prodotti

Percona PMM architecture

- Percona Server è un fork di MySQL. La differenza principale consiste nell'uso dello storage engine XtraDB invece di Oracle InnoDB[3]
- Percona Toolkit è la continuazione del progetto Maatkit, ormai abbandonato, che costituisce un insieme di strumenti per i database. Maatkit è stato creato da Baron Schwartz, ex-dipendente Percona.[4]
- Percona Monitoring and Management fornisce un'analisi approfondita basata sul tempo per MySQL, MariaDB, Server MongoDB e PostgreSQL locali o nel cloud.[5]
- Percona Monitoring Plugins sono componenti per il monitoraggio dei database MySQL, progettati per integrare strumenti come Nagios e Cacti. Anche questi plugin sono stati creati da Baron Schwartz.[6]
- Percona PAM authentication plugin For MySQL è un plugin che permette a MySQL di effettuare l'autenticazione tramite il messanismo PAM (pluggable authentication module).[7]
- Percona XtraDB Cluster è una soluzione per l'high availability, molto scalare, per il clustering dei database MySQL. Percona XtraDB Cluster integra Percona Server con la libreria Galera.
- Percona XtraBackup è uno strumento di backup a caldo per MySQL, che effettua backup non bloccanti delle tabelle InnoDB e XtraDB. È stato il primo strumento Open Source[8] di questo tipo.
- Percona Data Recovery Tool è un insieme di strumenti per il recupero dei dati corrotti dalle tabelle InnoDB e XtraDB.
- XtraDB è un fork di Oracle InnoDB. Percona XtraDB non ha release binarie separate. È incluso in Percona Server e MariaDB.[9]

## Riconoscimenti
Dal 2016, Percona ha ricevuto successivi riconoscimenti:
- Percona è stata riconosciuta come Top Innovator nella categoria delle tecnologie SQL dal Best of Tech Awards del 2013, organizzato da DeveloperWeek.[11][12]
- Percona è stata nominata nella lista iniziale DBTA 100, che elenca le società che hanno più rilevanza nel campo dei dati.[12][13]